# Грознов, Иван Николаевич
Грознов Иван Николаевич (18 октября 1945 года, г. Москва) — русский учёный в области молекулярной физики и химии быстропротекающих процессов, к.ф.-м.н. (1972), научный сотрудник НИФХИ, ИХФ АН СССР, преподаватель МХТИ, доцент, с 1997 по 2013 годы — декан факультета молекулярной и биологической физики МФТИ, лауреат Премии правительства РФ в области образования (2011).

## Биография
С 1963 по 1969 годы Иван Николаевич Грознов окончил факультет молекулярной и химической физики МФТИ, получив диплом инженера-физика по специальности «химия быстропротекающих процессов».
Ещё будучи студентом, как это принято в МФТИ, принимал участие в исследованиях по физике диэлектриков в рентгеновской лаборатории Научно-исследовательского физико-химического института им. Л. Я. Карпова. С 1969 по 1972 годы, продолжая сотрудничать с НИФХИ, учился в аспирантуре кафедры химической физики МФТИ.
В 1972 году защитил диссертацию «Синтез и исследование некоторых твёрдых растворов с гетеровалентным замещением на основе сегнетоэлектрика титаната бария» на учёную степень кандидата физико-математических наук : 01.00.00
С 1972 по 1973 год трудился в НИФХИ им. Л. Я. Карпова младшим научным сотрудником.
С 1973 по 1977 годы — ассистент, затем доцент кафедры физики Московского химико-технологического института им. Д. И. Менделеева.
С 1977 по 1987 годы в должности старшего научного сотрудника принимал участие в исследованиях лаборатории мёссбауэровской спектроскопии сектора строения вещества Института химической физики АН СССР.
1 апреля 1987 года на основе ИХФ АН СССР открылся новый Институт энергетических проблем химической физики. С 1987 по 1997 годы И. Н. Грознов заведует в этом учреждении лабораторией физики тропосферных процессов.
В 1997 избран деканом факультета молекулярной и биологической физики МФТИ, которым руководил до 2013 г..
С 2013 года сотрудничает с ПАО «Селигдар» в должности советника по технологии. В эти годы получил три патента на изобретения (всего И. Н. Грознов является автором около десятка патентов), опубликовал статью в международном журнале. Предложил, успешно опробовал и внедрил повторную переработку лежалых штабелей кучного выщелачивания. С 2018 г. уделил внимание созданию барабанной печи прямого обжига упорных сульфидных руд. Построена фабрика окислительного обжига с использованием разработанной печи.

## Награды и почётные звания
- Премия Правительства Российской Федерации в области образования (2011) — за научно-практическую разработку «Система подготовки кадров для удалённых научных и научно-производственных центров»[2],
- Государственная премия Республики Саха (Якутия) имени Ю. Н. Прокопьева в области материального производства 2022 года (28 декабря 2022) —  за ввод в эксплуатацию установки термоподготовки сульфидной руды на горнорудном комплексе «Самолазовский», спроектированной и созданной впервые в мировой практике, позволяющей повысить процент извлечения золота с показателей 20-40 процентов до 80-90 процентов

## Избранная библиография

### Статьи
- Стратегия развития МФТИ в области живых систем / Н. Н. Кудрявцев, И. Н. Грознов // Труды МФТИ // Труды Московского физико-технического института (гос. ун-та) = [Proceedings of Moscow institute of physics and technology (state university)] : ежекварт. науч.-техн. журн. / учредитель ГОУ ВПО «Моск. физ.-техн. ин-т (гос. ун-т)» (МФТИ); гл. ред. Н. Н. Кудрявцев.— Юбилейный вып. — Долгопрудный : МФТИ, 2011. — Т. 3, № 4 (12) .— Т. 3, № 4 (12). — С. 33-39.

### Диссертация
- Грознов, Иван Николаевич. Синтез и исследование некоторых твёрдых растворов с гетеровалентным замещением на основе сегнетоэлектрика титаната бария : диссертация … кандидата физико-математических наук : 01.00.00 / И. Н. Грознов. — Москва, 1972. — 131 с. : ил.[4]